# Virtua Tennis
Virtua Tennis, conhecido no Japão como Power Smash (パワースマッシュ, Pawā Sumasshu), é um jogo de arcade de tênis lançado em 1999, criado pela Sega. O jogador compete em torneios de tênis no modo arcade. O jogo foi portado para o Dreamcast em 2000 e para Windows em 2002. Uma versão para Game Boy Advance também foi lançada em 2002, seguida por uma versão para N-Gage em 2003. Para o mercado de consoles domésticos, o jogo foi expandido com a introdução do modo campanha.

## Desenvolvimento
Virtua Tennis foi desenvolvido pela Sega AM3. A produtora, Mie Kumagai, queria criar um jogo que atraísse um amplo público de jogadores, observando o grande número de jogos de luta um contra um que proliferaram nos arcades japoneses durante os anos 1990. Ela também desejava replicar os sucessos críticos e comerciais de Virtua Striker, título de futebol da Sega AM2 dirigido por Satoshi Mifune, que foi um sucesso entre diversas faixas etárias. Kumagai começou a planejar um jogo que pudesse servir tanto como uma experiência divertida e casual quanto como uma experiência competitiva e hardcore, para as pessoas jogarem com amigos e familiares nos arcades e em casa. Sua proposta inicial, um jogo de basquete, foi rejeitada, enquanto sua proposta alternativa, um jogo de tênis, foi aceita. No entanto, o potencial de sucesso do projeto ainda foi recebido com grande ceticismo dentro da Sega. Após Kumagai conseguir um programador, eles fizeram uma visita a uma escola de tênis para pesquisa e começaram a projetar um controle de "paddle" exclusivo. Ao girar este controle, o usuário poderia alternar entre golpes de forehand e backhand, mas após meses de experimentação interna, o controle se mostrou difícil de operar. Seguindo o conselho de Mifune, a equipe simplificou os controles para um joystick tradicional e botões. A recepção do público nos testes de localização e nos escritórios da Sega se mostrou muito positiva, e o desenvolvimento, a partir de então, foi tranquilo. Os executivos da Sega temiam que o título original japonês do jogo, Power Smash, não se traduzisse bem para o público internacional. Para as localizações na América do Norte e Europa, o nome adotou o rótulo familiar Virtua e foi alterado para Virtua Tennis.